# Euploea nubaida
Euploea nubaida är en fjärilsart som beskrevs av Grose-smith 1895. Euploea nubaida ingår i släktet Euploea och familjen praktfjärilar. Inga underarter finns listade i Catalogue of Life.